# ラディスラウス・フォン・ラブセビッツ

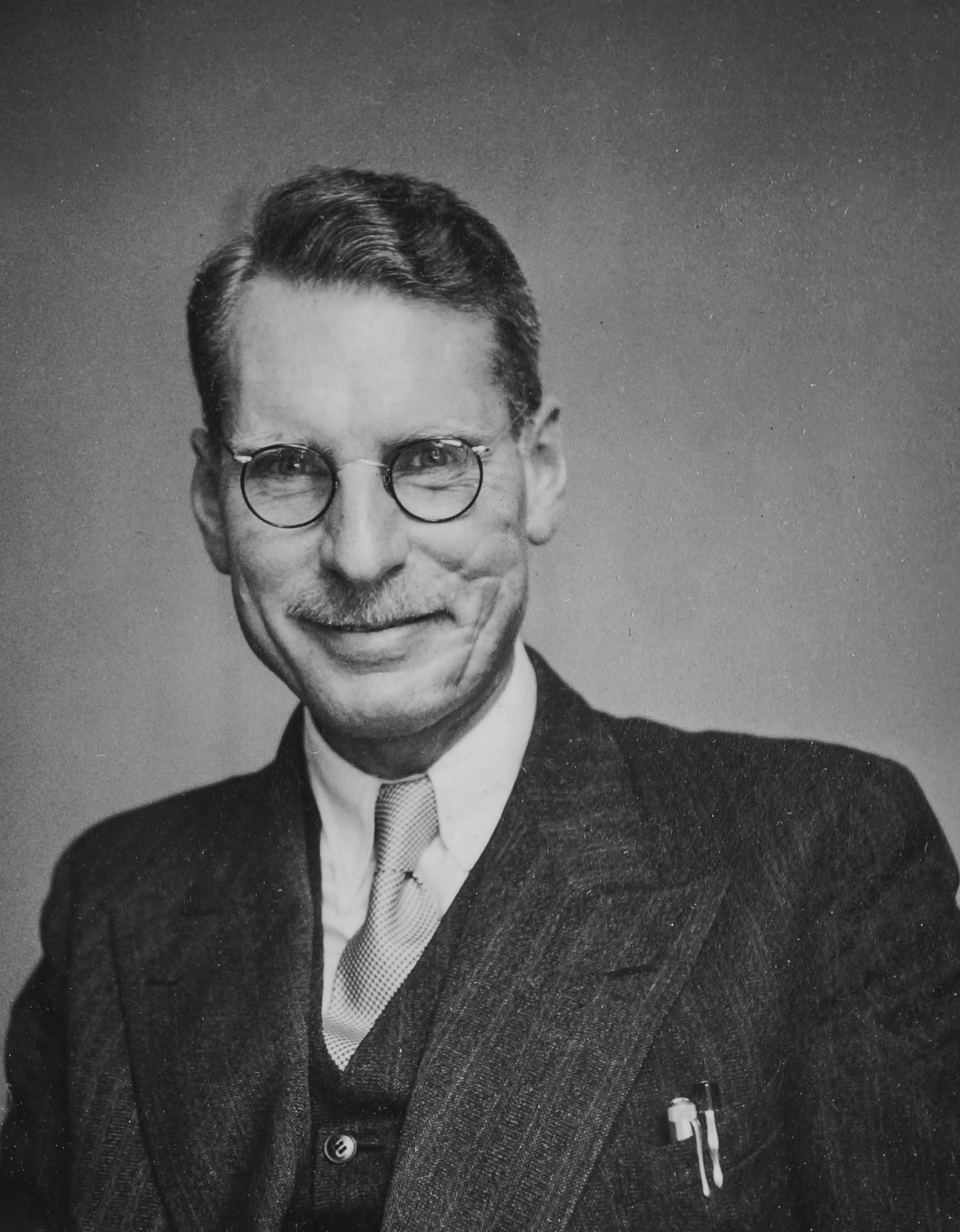
ラディスラウス・フォン・ラブセビッツ

ラディスラウス・フォン・ラブセビッツ（Ladislaus von Rabcewicz、1893年6月12日 - 1975年12月19日）は、オーストリアの技術者である。
ウィーン工科大学教授を務め、彼は新オーストリアトンネル工法を開発した3人の1人としてよく知られている。
彼は家族とともにイランに滞在し、マーザンダラーン州のサヴァドコーにベレスク橋を建設した。

## 受賞・栄典
- 1965年 グラーツ工科大学名誉博士（ドイツ語版）。
- 1973年 ヨハン・ヨーゼフ・リッター・フォン・プレヒトル・メダル（ドイツ語版）。
- 1975年 レーベン鉱業大学名誉博士（ドイツ語版）。
- 1975年 ヴィルヘルム・エクスナー・メダル

## 著書・論文
- Gebirgsdruck und Tunnelbau（岩石の圧力とトンネル掘削）、1944年
- insgesamt 49 Veröffentlichungen（合計49編の論文を発表）